# Agosia
Agosia is een geslacht van straalvinnige vissen uit de familie van eigenlijke karpers (Cyprinidae).

## Soort
- Agosia chrysogaster Girard, 1856